# アリア (ホテル)
アリア（英語: Aria Resort and Casino）は、アメリカ合衆国ネバダ州ラスベガスにあるMGMリゾーツ・インターナショナル社とインフィニティ・ワールド・デベロップメント社が経営するカジノホテルである。シティ・センター内にある大型ホテル。2009年12月16日オープン。面積は370,000m2、高さは180mあるカーブしたガラスの建築物となっている。4004室の部屋、16のレストラン、10のバーとナイトクラブ、14,000m2のカジノフロアを持つ。20,000m2のプール、7,400m2のスパ、28,000m2のコンベンションセンター、シアターを含めた総合施設。

## 歴史
アリアはMGMミラージュ社によって2004年11月10日にシティ・センターの一部として計画、発表された。設計はペリー・クラーク・ペリー・アーチテクト。建設は2006年の早い時期で、場所はかつてボードウォーク・ホテルがあったベラッジオとモンテ・カルロ・ホテルの間の広大な敷地。
しかし資金難により計画は頓挫、2007年にドバイ・ワールドを経営するインフィニティ・ワールド・デベロップメント社がプロジェクトの権利の50%を取得し、再び建設は始まった。

## アトラクション
シルク・ドゥ・ソレイユとエルビス・プレスリー・エンタープライズが作った「ビバ! エルビス」が杮落としで上演された。この演目は2010年2月17日にスタートし、チケットセールスが落ち込んだため、2012年8月31日で終了した。
2012年11月1日より「ザルカナ」がスタートし好評を博したが、コンベンションセンターの拡張のため2016年11月1日に終了予定。